# 尼尔旺日
尼尔旺日（法語：Nilvange，法語發音：[nilvɑ̃ʒ]；洛林法兰克语：Nilwéngen、Nilwéng）是法国摩泽尔省的一个市镇，位于该省西北部，属于蒂永维尔区。

## 地理
尼尔旺日（49°20'32"N, 6°3'0"E）面积2.81 平方千米，位于法国大東部大區摩泽尔省，该省份为法国东北部内陆省份，是洛林的一部分，西南接默尔特-摩泽尔省，东临下莱茵省，北与卢森堡和德国接壤。
与尼尔旺日接壤的市镇（或旧市镇、城区）包括：阿尔格朗日、丰图瓦、阿扬日、克尼唐日、蒂永维尔。

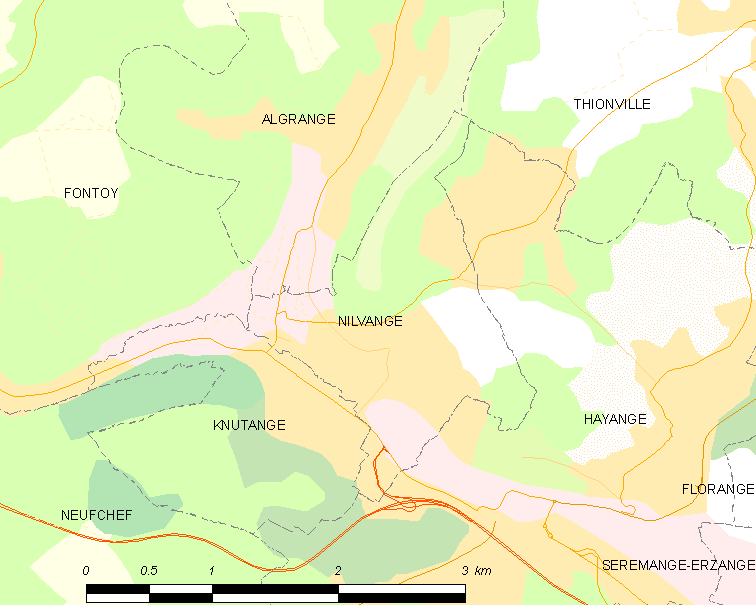
尼尔旺日的OSM定位图

尼尔旺日的时区为UTC+01:00、UTC+02:00（夏令时）。

## 行政
尼尔旺日的邮政编码为57240，INSEE市镇编码为57508。

## 政治
尼尔旺日所属的省级选区为阿尔格朗日县。

## 人口

1962-2008年间尼尔旺日人口变化图示

尼尔旺日于2022年1月1日时的人口数量为4375人。